# 안다 (가수)
안다(ANDA, 본명: 원민지, 1991년 2월 5일 ~ )는 대한민국의 대중음악인이다. 안다미로라는 이름으로도 활동했었다.

## 이력
안다미로의 뜻은 그릇에 담은 것이 넘치도록 많다라는 뜻으로, 대중들에게 많은 관심과 사랑을 음악으로 보답하겠다는 의미로 만들었다고 한다. 2012년 4월 20일 양동근이 피처링으로 참여한 싱글 〈말고〉로 데뷔했다. 예명 안다(ANDA)로 바꾸고 활동중이다. 에스팀으로 소속사 이전 한 뒤 1년 후 YG계열사 음악레이블 YGX로 이전해 활동하고 있다.

## 방송
- 2015년 tvN 《SNL 코리아》
- 2017년 MBC 에브리원 《비디오스타》
- 2017년 SBS 《사임당, 빛의 일기》

## 음반 목록

### EP
- 《HYPNOTIZE》 (2012)
- 《Do worry, be happy》 (2018)

프로듀서 프라이머리와 합작앨범 발표

### 디지털 싱글 (디싱)
- 〈말고〉 (2012)
- 〈Waiting〉 (2013)
- 〈S대는 갔을텐데〉 (2015)
- 〈It's Goin' Down〉 (2015)
- 〈Touch〉 (2015)
- 〈Taxi〉 (2016)
- 〈가족 같은〉 (2016)
- 〈뭘 기다리고 있어〉 (2019)